# Waterloo (Sierra Leone)
Waterloo ist eine Stadt in Sierra Leone. Sie gehört zur Western Area und liegt 30 Kilometer südsüdöstlich von Freetown am Zugang zur Freetown Peninsula. Sie ist Verwaltungszentrum des Distrikts Western Area Rural.
In Waterloo leben vor allem Temne, Krios und Limba. 1963 wurden 3215 Einwohner gezählt, 1974 waren es 4276 und 1985 9878. Mit Zensus 2004 wurden etwa 34.000 Einwohner gezählt. Für 2015 wird die Bevölkerungszahl mit 213.778 für den Erhebungsbezirk Waterloo angegeben (gegenüber 77.791 in 2004).
Waterloo verfügt über ein Krankenhaus der Siebenten-Tags-Adventisten sowie über eine Polizeiwache.

## Geschichte
Der Ort wurde von befreiten Sklaven im frühen 19. Jahrhundert gegründet. Die Stadt war im Bürgerkrieg heftig umkämpft. Ende 1998 war es der letzte Vorposten der Regierungssoldaten und der ECOMOG-Truppen vor der Hauptstadt. Sie wurde vollständig zerstört und von den Rebellen der Revolutionary United Front Ende des Jahres eingenommen.

## Weblink
- Sierra Leone's Battle of Waterloo (englisch)